# Acontia xuthota
Acontia xuthota là một loài bướm đêm trong họ Noctuidae.